# Jean-Pierre Papin
Pour les articles homonymes, voir Papin et JPP.
Jean-Pierre Papin, né le 5 novembre 1963 à Boulogne-sur-Mer, est un footballeur international français évoluant au poste d'attaquant devenu consultant et entraîneur. Depuis novembre 2023, il occupe la fonction d’entraîneur de l’équipe réserve de l'Olympique de Marseille.
Considéré comme étant l'un des meilleurs avant-centres de sa génération et l'un des plus grands joueurs de l'histoire de la Ligue 1, il remporte le Ballon d'or 1991. Il fait partie de la FIFA 100, une liste des plus grands footballeurs vivants, publiée en 2004 pour le centenaire de la Fédération internationale de football association (FIFA), signée par Pelé. Il est nommé parmi les meilleurs footballeurs européens à l'occasion du cinquantième anniversaire de l'Union des associations européennes de football (UEFA) en 2004. Il est célèbre notamment grâce à ses frappes de loin en première intention, ses retournés acrobatiques et ses reprises de volée qui sont connues sous le nom de papinades. Le surnom de JPP  lui est attribué par les supporters et les journalistes.
Formé à l'US Jeumont, il signe son premier contrat professionnel en 1984 au Valenciennes FC. Recruté par le FC Bruges, il réalise une excellente saison 1985-1986 en remportant la Coupe de Belgique et en étant sélectionné en équipe de France pour la Coupe du monde 1986. Recruté par l'Olympique de Marseille, il y connaît l'apogée de sa carrière et remporte avec le club marseillais, le Championnat de France en 1989, 1990, 1991 et 1992, la Coupe de France en 1989 et atteint la finale de la Ligue des champions en 1991. En 1992, il est l'objet du transfert le plus élevé de l'histoire du football, il devient ainsi le tout premier joueur français à jouer pour le club des rossoneri. Il quitte par la suite l'Olympique de  Marseille pour le Milan AC avec lequel il réalise le doublé Série A-Ligue des champions en 1994. Il rejoint le Bayern Munich, devenant également le premier français à jouer au club bavarois avec lequel il remporte la Ligue Europa en 1996. Il revient en France aux Girondins de Bordeaux où il est finaliste de la Coupe de la Ligue en 1997 et 1998 puis termine sa carrière professionnelle à l'En avant de Guingamp.
Sélectionné à 54 reprises et 11 fois capitaine de l'équipe de France, Jean-Pierre Papin remporte la médaille de bronze à la Coupe du monde 1986 et dispute l'Euro 1992. Les blessures et l'éclosion de la génération Zinédine Zidane l'éloignent de la sélection et sa carrière internationale prend fin au milieu des années 1990. Il n'est pas retenu dans les sélections françaises qui atteignent les demi-finales de l'Euro 1996 et qui remportent la Coupe du monde 1998.
En 1996, il crée avec sa femme l'association Neuf de cœur, pour apporter information et soutien aux familles dont les enfants souffrent de lésions cérébrales, comme c'est le cas de sa fille Émily.
Il devient entraîneur en 2004 et dirige des clubs amateurs et professionnels dont le RC Strasbourg, le RC Lens, La Berrichonne de Châteauroux et le C' Chartres Football. Il est aussi consultant sportif depuis 2008.

## Biographie
Jean-Pierre Papin est le fils de Guy Papin (1942-2019), joueur à l'US Boulogne en Division 2 au côté de Jean-Claude Bielitzki et d'Yvan Garofalo, et de Marie Yvonne Sergent (1942). La famille Papin remonte à Jehan Papin, armateur à Boulogne en 1567. Si Papin est né à Boulogne-sur-Mer, c'est à Jeumont qu'il grandit, où il suit sa mère à la suite de la séparation de ses parents en 1969. Son père est chef poissonnier dans une grande surface et refuse longtemps que son fils se lance dans la carrière de footballeur.
Enfant sportif, il pratique plusieurs disciplines : natation, judo, tennis mais il manifeste très tôt un goût prononcé pour le football et apprécie Gerd Müller et Joe Jordan. Il a une préférence pour le football anglais et allemand parce qu'à la télé, il regarde les buts des championnats étrangers sur Stade 2. Manchester United est le premier club que Papin ait supporté.
Il a aussi une appétence toute modérée pour les études. Il lui arrivait de mettre le thermomètre sur le chauffage et de simuler une fièvre afin d'éviter d'aller en classe. De son propre aveu, à une institutrice qui demandait quelle profession il souhaitait exercer, il aurait répondu qu'il voulait devenir footballeur professionnel. Il commence sa carrière chez les jeunes au club de Jeumont en 1969 où il joue au poste de libéro (alors qu'il voulait être gardien de but) et entrainé par Robert Delbarre, jusqu'en 1972. Il reste licencié jusqu'en 1978, avant d'intégrer en minimes le club de Trith-Saint-Léger. À cette époque, Papin a un jeu très physique et est obstiné et travailleur : « Il en voulait. Il restait toujours au moins une heure de plus que nous sur le terrain après l'entraînement pour tirer des coups francs. Son grand-père l’emmène aux entrainements. »
Jean-Pierre Papin épouse Florence Bouet et sont parents de cinq enfants, dont Christopher, qui jouera en junior au Milan AC, au Bayern de Munich et aux Girondins de Bordeaux et Emily, atteinte de graves lésions cérébrales. Le couple crée en 1996 l'association Neuf de Cœur (9 était le numéro fétiche du joueur) pour informer les parents sur les méthodes de rééducation d'enfants souffrant de telles lésions.

## Carrière de joueur

### Jeunes années (1980-1985)
Lors de la saison 1980-1981, alors qu'il joue en national au Valenciennes FC, il s'inscrit au concours d'entrée à l'INF Vichy. Avant de s'inscrire à l'examen régional, il s'entraîne avec les professionnels et dispute une rencontre avec la réserve de Valenciennes qui joue en troisième division.
Jean-Pierre Papin réussit les deux stages régionaux et après avoir réussi les tests physiques et techniques, il participe au dernier match permettant l'entrée à l'INF Vichy. L'un des directeurs du centre de formation qui est Georges Huart, ancien entraîneur du père de Papin lorsque ce dernier jouait à l'AS Aulnoye, retient Papin parmi les 30 joueurs qui composeront la nouvelle promotion de l'INF Vichy.
Il joue pour l'INF Vichy de 1981 à 1984 où il participe à la Coupe Gambardella en 1983 et est éliminé en quart de finale par le RC Lens futur finaliste puis atteint au côté de Bernard Ferrer, les 32e de finale de la coupe de France la même année contre le FC Martigues d'Albert Domenech. Il est vainqueur du Groupe Centre de Division 3 en 1983 et vice-champion de France du Groupe Centre de Division 3 en 1984.
Il devient professionnel en 1984 en signant à Valenciennes qui joue en Division 2, sous les ordres de Léon Desmenez. À Valenciennes il côtoie Dominique Corroyer, Ludovic Batelli et Thierry Laurey.

### FC Bruges (1985-1986)

#### 1985-1986: Débuts fracassants au plus haut niveau
Valenciennes connait des difficultés financières et plusieurs clubs se renseignent sur Papin dont les Girondins de Bordeaux, le LOSC, le RC Lens, le Séville FC et le FC Bruges mais le prix exigé par le président de Valenciennes est jugé trop élevé pour ces clubs. Le recruteur du FC Bruges supervise Papin à plusieurs reprises et vient un jour avec Raoul Lambert qui le convainc de tenter l'aventure à l'étranger, au FC Bruges. Papin ne veut pas faire comme tout le monde et signer à Lille, Lens ou Auxerre et quelques années plus tôt, en 1978, Bruges, se hissa en finale de Ligue des champions à Wembley. Il signe à Bruges en juin 1985 pour contredire son père.
Au FC Bruges, il joue avec René Verheyen, Mamadou Tew, Willy Wellens, Hugo Broos, Franky Van der Elst, Jan Ceulemans, Marc Degryse et Gino Maes. Le FC Bruges et le Royal Sporting Club Anderlecht, champion en titre, dominent le championnat tout au long de la saison. Après les 34 journées de compétition, les deux clubs sont à égalité parfaite de points et de victoires. Pour la première fois depuis la saison 1928-1929, un match de barrage doit être organisé pour désigner le champion de Belgique. Jouées en aller-retour, les deux manches se soldent par des partages, un but partout à Anderlecht et deux buts partout à Bruges dont un but de Papin. Grâce à la règle des buts marqués à l'extérieur, le Royal Sporting Club Anderlecht décroche le titre. Papin finit la saison troisième meilleur buteur avec 20 buts derrière Erwin Vandenbergh (27 buts) et Didier Beugnies (22 buts).
Le FC Bruges remporte la Coupe de Belgique contre le Cercle Bruges avec un doublé de Papin et un but de Willy Wellens. Papin finit meilleur buteur de la coupe de Belgique avec sept buts. Bruges est sans doute la plus belle étape de sa carrière dira Papin.

### Olympique de Marseille (1986-1992)

Compositions des équipes lors de la finale de la Ligue des champions perdue par l'OM face à l'Étoile rouge de Belgrade (0-0 puis 5 t.a.b à 3) en 1991.

#### 1986-1987:  Signature à l'Olympique de Marseille
Il signe en 1986 avec l'Olympique de Marseille. La signature du contrat sera houleuse, Papin avait signé un pré-contrat à l'AS Monaco lors de la coupe du monde au Mexique. Mais Bernard Tapie lui proposera un salaire deux fois supérieur à celui de l'AS Monaco. Il sera donc transféré à l'OM moyennant le versement d'une indemnité à l'AS Monaco.
Pour sa première saison à Marseille, il joue notamment aux côtés de Joseph-Antoine Bell, José Anigo, Karl-Heinz Förster, Christophe Galtier, Jean-François Domergue, Bernard Genghini, Alain Giresse, Thierry Laurey, Abdoulaye Diallo et pour ses débuts, Papin effectue une excellente première moitié de saison, avant de flancher par la suite.
Le 17 décembre, dans un match un peu fade contre le Matra Racing, Jean-Louis Zanon fait une longue transversale en direction de Papin qui reprend de volée et expédie la balle dans la lucarne opposée. Pascal Olmeta, surpris, n'esquisse pas le moindre geste puis applaudit. Ce type de but sera appelé plus tard en 1988, une Papinade.
Le club marseillais termine deuxième du championnat derrière Bordeaux et est battu par cette même équipe lors de la finale de la Coupe de France. Ses prestations critiquées à la Coupe du monde 1986 et ses débuts mitigés à Marseille valent à Jean-Pierre Papin certains sobriquets désobligeants tels que JPP, j'en plante pas ou JPP, j'en peux plus.

#### 1987-1988: Demi-finale en Coupe d'Europe des vainqueurs de coupe
L'Olympique de Marseille recrute de nouveaux joueurs tels que Abedi Pelé, Yvon Le Roux et Klaus Allofs. Vexé par la saison précédente année en dents de scie, Jean-Pierre Papin travaille d'arrache-pied afin d'être fin prêt pour la nouvelle saison.
Lors de la victoire 1-0 contre Niort pour le compte de la trente-quatrième journée au Vélodrome, Papin inscrit un but qui va changer beaucoup de choses pour les années à venir sur ses rapports avec le public marseillais. En effet, sur une longue ouverture de Bernard Genghini à destination de Jean-Pierre Papin à l'entrée de la surface de réparation, l'attaquant marseillais ne se pose pas de question et en pleine course il place une magistrale volée qui laisse pantois le gardien niortais, Franck Mérelle, qui ne peut esquisser le moindre geste. Fini le temps des sobriquets et place au terme "Papinade". Alain Pécheral, journaliste à La Provence vient d'utiliser pour la première fois le terme de Papinade, en extase devant ce but sublime : « La Papinade ne s’explique pas, ne se programme pas, ne s’enseigne pas. Elle tient au bonhomme, à ses neurones, à cette étonnante relation affective avec le ballon qui permet au joueur de jauger, tel un ordinateur, la trajectoire, la vitesse, le "poids" de l’objet, et de traduire instantanément l’angle de frappe et le dosage de celle-ci. ». La formule plait et ce qualificatif  est largement repris dans les travées du Vélodrome.
L'Olympique de Marseille ne termine que sixième du Championnat mais Papin remporte le titre de meilleur buteur du championnat (18 buts). Marseille réalise un joli parcours européen en Coupe d'Europe des vainqueurs de coupe  en se hissant jusqu'en demi-finale, battu par l'Ajax d'Amsterdam vainqueur de l'édition précédente et après avoir éliminé en seizièmes de finale, le finaliste de l'édition précédente, le Lokomotive Leipzig. Papin inscrit quatre buts lors de cette compétition.

#### 1988-1989: Doublé Ligue 1 - Coupe de France
L'Olympique de Marseille qui recrute de nouveaux joueurs comme Éric Cantona, Bruno Germain, Gaëtan Huard, Franck Sauzée, Philippe Vercruysse et qui voit le retour de prêt d'Éric Di Meco, fait le doublé Championnat-Coupe de France. L'Olympique de Marseille remporte le titre (73 points) devant le Paris SG (70 points). Papin termine meilleur buteur du championnat pour la deuxième fois consécutive (22 buts).
L'Olympique de Marseille remporte la Coupe de France face à l'AS Monaco FC sur le score de 4-3. Cette finale fut marquée par un évènement assez cocasse. En effet, lors de la remise du trophée, le capitaine marseillais Jean-Pierre Papin a demandé à François Mitterrand, président de la République de l'époque de lui faire la bise, ce que le chef de l'État a accepté en souriant. Une semaine avant la finale, le joueur avait parié avec Klaus Allofs qu'il embrasserait le président sur le front en cas de victoire, mais le moment venu, il a raconté n'avoir pas osé le faire. Papin a un rôle prépondérant dans ces succès avec trois buts inscrits en finale contre l'AS Monaco, sur un score de 4-3. Lors de ce match, il utilise un morceau de viande crue pour amortir les coups sur sa cheville douloureuse.

#### 1989-1990: Benfica Lisbonne et la main de Vata
Bernard Tapie veut aller plus loin que la scène nationale et pour sa première participation à la Coupe des clubs champions européens en tant que président, il décide de bâtir au cœur de l’été 1989, une équipe compétitive composée d'Enzo Francescoli, Chris Waddle, Carlos Mozer, Manuel Amoros, Jean Tigana, Carmelo Micciche, Didier Deschamps ou encore d'Alain Roche.
Au match aller des seizièmes de finale de la coupe d'Europe des clubs champions, contre le Brøndby IF, de Peter Schmeichel, Papin inscrit une papinade sur un centre de Waddle dévié par le défenseur Kim Christofte, Francescoli voit dans son dos JPP, il exécute alors une aile de pigeon vers Papin.
Lors du quart de finale retour contre le Sredets Sofia, il marque l'un des trois buts de la victoire de son club. En fin de match, après que Gaétan Huard s'est gravement blessé à la jambe et alors que les deux remplacements ont déjà été effectués, il revêt gants et tunique de gardien.
Le 18 avril 1990, l’OM défie le Benfica Lisbonne en demi-finale retour de la Coupe d'Europe des clubs champions. Deux semaines plus tôt, au Vélodrome, les hommes de Gérard Gili, l’ont emporté 2-1. À la 83e minute, Benfica obtient un corner, Valdo s’en charge et trouve au premier poteau Mats Magnusson qui dévie de la tête. Au duel avec Éric Di Meco, Vata surgit sur la ligne des six mètres et propulse le ballon aux fond des filets marseillais. À la télévision, le premier ralenti tombe, puis le deuxième : Vata n’a pas marqué de la tête mais bien du bras droit. Trop tard, l'arbitre belge Marcel van Langenhove accorde le but pour Benfica. Quatre ans après la main de Dieu, l’OM se fait sortir par la main du Diable. Papin finit meilleur buteur de la Coupe des clubs champions européens (6 buts).
Le club phocéen conserve son titre national et Jean-Pierre Papin termine meilleur buteur du championnat pour la troisième fois consécutive. Le club échoue en demi-finale de la Coupe de France.

#### 1990-1991: Finale de la Ligue des champions et ballon d'or
Intouchable sur le plan national, l'Olympique de Marseille remporte son troisième Championnat de France consécutif, et Papin termine à nouveau meilleur buteur. Il inscrit un quadruplé dans un match contre l'Olympique lyonnais, pour un score final de 7-0.
En Coupe des clubs champions européens, les Marseillais effectuent un beau parcours, en éliminant notamment le Milan AC en quart de finale, puis le Spartak Moscou en demi-finale. Alors qu'ils sont favoris pour cette 100e finale de Coupe d’Europe, ils subissent une cruelle désillusion en finale contre l'Étoile rouge Belgrade, en Italie à Bari au Stade San Nicola. La finale réunit 56 000 personnes et le score est de 0-0 à la fin du temps réglementaire. Les prolongations ne changent pas le score et le match se termine aux tirs au but. Manuel Amoros loupe le premier penalty marseillais tandis que tous ceux de l'Étoile rouge sont réussis. Darko Pančev marque le tir au but vainqueur pour l'Étoile rouge Belgrade. En étudiant le jeu de l’Olympique de Marseille, Ljupko Petrović réalise que l'Étoile rouge Belgrade ne peut pas battre l'OM. Il dit à ses joueurs de se montrer patients et d’essayer d’atteindre les tirs au but. Le championnat de Yougoslavie avait la particularité de ne permettre aucun match nul à l'issue de temps réglementaire. Quand un match se terminait par un score nul, une séance de tir au but donnait la victoire à un des deux clubs. Les joueurs de l'Étoile rouge Belgrade avaient donc un avantage sur les joueurs de l'Olympique de Marseille lors de cette finale. Siniša Mihajlović dira plus tard que selon lui, ça a été la finale la plus moche de l’histoire de la Coupe des champions.
Peu de temps après la désillusion de Bari, l'équipe de l'OM perd une autre finale contre Monaco (1-0) pour la Coupe de France dans les arrêts de jeu. L'Olympique de Marseille manque de peu un triplé historique en France : Championnat, Coupe d'Europe et Coupe de France.
L'équipe qui est composée entre autres de Basile Boli, Éric Cantona, Éric Di Meco, Bruno Germain, Manuel Amoros, Éric Lada, Bernard Casoni, Laurent Fournier, Carlos Mozer, Pascal Olmeta, Bernard Pardo, Éric Mura, Dragan Stojković, Jean Tigana, Philippe Vercruysse, Chris Waddle et Abedi Pelé, est considérée comme une des deux meilleures équipes de Marseille,.
Papin finit la saison meilleur buteur du Championnat de France (23 buts), de la Coupe de France (7 buts) et de la Coupe des clubs champions européens (6 buts) et remporte le Ballon d'or devant Dejan Savićević, Darko Pančev et Lothar Matthäus. Il est le troisième Français à obtenir cette distinction prestigieuse (après Raymond Kopa et Michel Platini) et le seul à être honoré de cette distinction alors qu'il joue dans un club français. Un trophée reçu des mains propres de ses deux prédécesseurs tricolores. Un moment émouvant pour Jean-Pierre Papin.

#### 1991-1992: Cinquième titre de meilleur buteur de division 1
La saison suivante, les Marseillais sont champions de France pour la quatrième fois consécutive, mais leur saison est ternie par une élimination prématurée en Coupe des clubs champions européens contre le Sparta Prague. En terminant pour la cinquième fois de sa carrière meilleur buteur du championnat, Papin égale une performance jusque-là uniquement réalisée par Delio Onnis et Carlos Bianchi. Il est d'ailleurs le seul à avoir terminé meilleur buteur cinq fois de suite. Papin finit malgré tout meilleur buteur de la Coupe des clubs champions européens en étant éliminé très tôt dans la compétition (7 buts en 4 matchs).
Papin finit la saison meilleur buteur du Championnat de France (27 buts), de la Coupe de France (4 buts) et de la Coupe des clubs champions européens (7 buts). Avec un total de 47 buts marqués sur l'ensemble de la saison (en comptant l'équipe de France), il devient le troisième meilleur buteur français de l'histoire toutes compétitions confondues sur une saison derrière Just Fontaine (52 buts) et Roger Courtois (49 buts).
En fin de saison, les rumeurs d'un transfert au Milan AC se font plus pressantes. Papin dispute son dernier match au stade Vélodrome contre l'AS Cannes, le 25 avril 1992. Après avoir pris le micro au début du match pour annoncer son départ en Italie, il offre la victoire à son club dans ce dernier match. L'adieu de Papin fut des plus émouvants et beaucoup gardent encore ce jour-là en mémoire.

### AC Milan (1992-1994)

#### 1992-1993: Finale de la Ligue des champions
Le Ballon d'or obtenu en 1991 et la victoire de l'OM en quart de finale de C1 contre le Milan AC, ont convaincu les dirigeants rossoneri de le recruter. Leur idée était de trouver un successeur à Marco van Basten qui est de plus en plus en délicatesse avec sa cheville.
Papin qui rejoint en 1992 le Milan AC, considéré comme le meilleur club mondial à l'époque, il sera le tout premier français à jouer au club rossonero et fait l'objet au moment de la signature, du transfert le plus élevé de l'histoire du football. À cette époque, peu de joueurs français jouent à l'étranger. Avec ce départ en Italie, Papin a donc agi en quelque sorte comme un précurseur. Le mouvement de départ des meilleurs joueurs français à l'étranger ne s'amplifiera que quelques années plus tard, à partir du milieu des années 1990.
Ses débuts dans le Calcio sont bons, malgré la concurrence avec Marco van Basten. Il finit en effet meilleur buteur du club milanais en Serie A avec 13 réalisations. Le club remporte aisément le championnat d'Italie. Mais le 26 mai 1993, Papin dispute et perd (remplaçant, rentré au début de la seconde mi-temps) une nouvelle finale de Ligue des champions, cette fois contre son ancien club, l'Olympique de Marseille. Le 13 juin, il joue un match amical contre les Orlando Pirates au stade Ellis Park pour une victoire 3 buts à deux dont 2 buts de Papin sous l’œil de Nelson Mandela,.

#### 1993-1994: Doublé Série A - Ligue des champions
Pour sa deuxième saison en Italie, il remporte son deuxième Scudetto, mais joue moins. Battu par l'OM l'année précédente, le Milan AC prend sa revanche en s'imposant en finale de la Ligue des champions en écrasant 4 à 0, le FC Barcelone. Papin remporte enfin la compétition après deux finales perdues,,.
Le règlement de l'UEFA limitant les équipes à aligner un maximum de trois non-nationaux fait que l'entraîneur Fabio Capello est contraint de ne pas aligner Jean-Pierre Papin sur la feuille de match pour la demi-finale et la finale. Papin inscrit tout de même 4 buts en 6 matchs.

### Bayern Munich (1994-1996)

#### 1994-1995: Challenge allemand

Compositions des équipes lors de la finale aller de la Ligue Europa gagné par le Bayern Munich face aux Girondins de Bordeaux (2-0) en 1996.

Après deux saisons expatrié en Italie, Papin décide de changer d'horizon en rejoignant le club allemand du Bayern Munich pour tenter de trouver du temps de jeu mais aussi pour rejoindre Giovanni Trapattoni. Pour ses débuts dans la Bundesliga, il joue très peu avec au total sept matches pour un but, principalement en raison de blessures à répétition. Il inscrit néanmoins le plus beau but de l'année du championnat allemand, grâce à une nouvelle papinade. Le Bayern termine à une très décevante sixième place et se fait éliminer dès le premier tour de la Coupe d'Allemagne. Le club bavarois se rattrape en Ligue des champions, en atteignant les demi-finales, surclassé par le futur vainqueur de la compétition, l'Ajax d'Amsterdam, 0-0 puis 2-5.
Alex Ferguson tente en 1995 de faire venir Papin à Manchester United pour former le duo Papin-Cantona mais le Bayern décline l'offre. Éric Cantona l’appelle un soir à Munich, pour lui dire que Ferguson voudrait que le duo se reforme.

#### 1995-1996: Victoire en Ligue Europa
Sa deuxième saison en Allemagne n'est pas plus convaincante, Papin ne trouvant qu'à deux reprises le chemin des filets. Le Bayern termine à la deuxième place en championnat, mais fait surtout parler de lui en remportant la Ligue Europa, en battant en finale les Girondins de Bordeaux. Papin est titulaire au match aller à Munich. Il sauve une balle de but sur la ligne et commet une faute sur Bixente Lizarazu qui était au départ d'une action dangereuse et prend un carton jaune qui le prive de finale retour.
Avant la reprise de la saison 1996-1997, Jean-Pierre Papin annonce sa décision de quitter le Bayern Munich en raison de la maladie de sa fille. Papin cherche une équipe qui tienne compte de ses problèmes personnels.

### Girondins de Bordeaux (1996-1998)

#### 1996-1997: Retour en France et finale de la Coupe de la Ligue
Il rentre en France en 1996 en signant aux Girondins de Bordeaux et joue notamment aux côtés de Gilbert Bodart, Patrick Colleter, Ibrahim Ba, Johan Micoud, Stéphane Ziani et Didier Tholot.
Sa première saison sous le maillot girondin est très satisfaisante. Rolland Courbis le relance et lui permet d'inscrire 16 buts en 32 matchs de championnat (meilleur buteur du club). L'équipe finit à la quatrième place au classement et se qualifie pour la Coupe de l'UEFA.
Papin dispute la finale de la Coupe de la Ligue, qu'il perd contre le Racing Club de Strasbourg, au tir aux buts après avoir éliminé l'Olympique de Marseille en huitièmes de finale.

#### 1997-1998: Finale de la Coupe de la Ligue
Au début de saison, il est promu capitaine de l'équipe dans une équipe qui compte notamment Stanley Menzo, Niša Saveljić, David Jemmali, Peter Luccin, Ricardinho, Sylvain Wiltord et Lilian Laslandes. Courbis quitte le club, Guy Stéphan qui le remplace est remercié au bout de quelques mois et à son tour remplacé par Élie Baup. Ce dernier, désireux de créer un électrochoc, fait des changements dont Papin est la principale victime.
Devant la montée en puissance de Sylvain Wiltord et de Lilian Laslandes, Papin voit son temps de jeu se réduire considérablement et prend le plus souvent place sur le banc lors de la deuxième partie de la saison 1997-1998. L'équipe finit à la 5e place au classement et se qualifie une nouvelle fois pour la Coupe de l'UEFA. Papin inscrit 6 buts en 23 matchs de championnat.
Il est de nouveau finaliste en coupe de la ligue, cette fois-ci contre le Paris Saint-Germain et c'est encore une défaite au tir aux buts. Sa deuxième participation est notamment marquée par un but magnifique inscrit sur coup franc des 25-30 mètres mais aussi, malheureusement pour lui, par un penalty tiré au-dessus des cages lors de la séance des tirs au but, qui permet grandement au Paris Saint Germain de remporter cette finale. Il s'agit là du seul et unique match disputé par Papin en match officiel au Stade de France. Papin finit deuxième meilleur buteur de la coupe de la ligue avec 5 buts en 5 matchs derrière Stéphane Guivarc'h.

### En avant Guingamp (1998-1998)

#### 1998-1998: Dernière saison en professionnel
Devenu remplaçant à Bordeaux, il décide de se lancer un dernier défi et signe à l'En avant Guingamp, alors en division 2. Il retrouve à Guingamp Jean-Claude Nadon, qu'il a côtoyé à l'NF Vichy puis Stéphane Trévisan, Abdelhafid Tasfaout et Charles-Édouard Coridon. Cependant, certainement par manque de motivation, il écourte son expérience bretonne et met brutalement fin à sa carrière professionnelle en octobre 1998, trois mois après son arrivée et dix matchs disputés en championnat pour trois buts.

### Fin de carrière en amateur (1999-2004)
Il continue de jouer en amateur, tout d'abord à la Jeunesse sportive Saint-Pierroise à La Réunion où Roger Milla a remporté le titre de champion de La Réunion en 1990 et à l'Union sportive de Lège-Cap-Ferret, une équipe de district entraînée par l'ex-international Jérôme Gnako. C'est en juillet 2004, à l'âge de 40 ans, qu'il raccroche définitivement les crampons.

## Carrière internationale

### Vainqueur du Tournoi de Toulon 1985
Jean-Pierre Papin est sélectionné pour la première fois en équipe de France lors du Tournoi de Toulon en 1985 à Marseille avec le numéro 14, aux côtés de Pascal Baills, Stéphane Paille, Gérald Passi, Franck Sauzée, Vincent Cobos et Jean-Christophe Thomas.
L'équipe de France remporte le Tournoi de Toulon et bat successivement l'Espagne de Jon Andoni Goikoetxea, la Roumanie de Gheorghe Popescu, la Côte d'Ivoire de Joël Tiéhi et l'Angleterre de Martin Allen. Papin termine meilleur buteur du tournoi et c'est lors du match contre l’Espagne que Papin inscrit son premier but officiel au Stade Vélodrome.

### Révélation lors de la Coupe du monde 1986

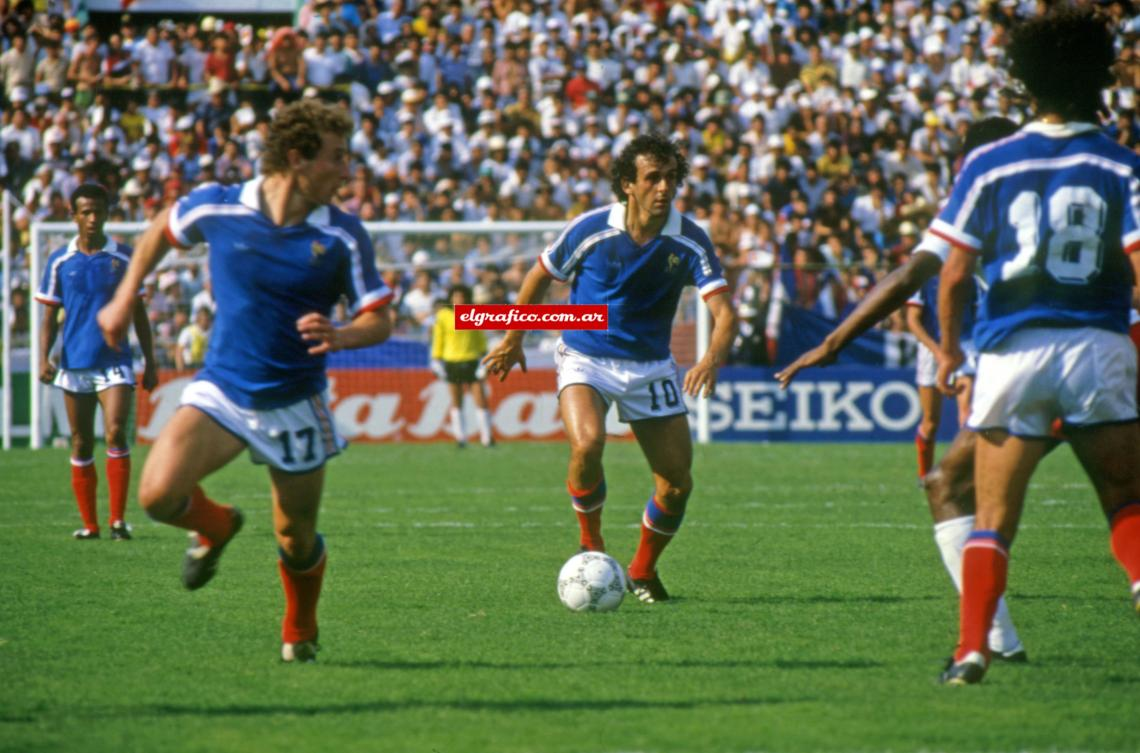
Jean-Pierre Papin et Michel Platini pendant la Coupe du monde 1986 au Mexique.

Sa notoriété auprès du grand public en 1986 est grandissante, et il connaît sa première sélection contre l'Irlande du Nord le 26 février 1986 au Parc de Princes à Paris, où il est titulaire aux côtés de Dominique Rocheteau en attaque, devant Michel Platini et Alain Giresse et joue les 90 minutes sans avoir joué en première division française. Le match se dispute sur un terrain impraticable, le jeu s’enlise et on assiste à un 0-0. Le sélectionneur, Henri Michel déclare à la sortie des vestiaires que Papin a tout pour lui, la vitesse de course, la détente, la frappe de balle et un culot énorme. Papin est adoubé par Platini lui-même qui avoue adorer jouer avec ce dernier.
Il est appelé par l'entraîneur des Bleus Henri Michel pour remplacer José Touré, qui s'est blessé, pour disputer la Coupe du monde 1986 au Mexique auprès de son idole Michel Platini, où les Bleus terminent à la troisième place. Il marque le seul but de la France lors du premier match de poule, contre le Canada. Il est titulaire lors des deux matchs de poule suivants, contre l'Union soviétique et la Hongrie sans marquer de but. Pressenti avant la compétition comme titulaire en tant qu'avant-centre typique aux côtés d'un Dominique Rocheteau libre, tournant autour de lui, il a pourtant, à la suite de nombreux ratés devant le but lors du premier tour, laissé sa place de no 9 à Yannick Stopyra. Il ne joue pas les matchs suivants jusqu'à la demi-finale contre l'Allemagne. Il ne retrouvera son poste que contre la Belgique dans la petite finale, au cours de laquelle il marque un but.

### Campagne historique mais échec à l'Euro 1992
Il ne participe pas à la Coupe du monde 1990 à cause des échecs lors des éliminatoires mais lors de la campagne de qualification pour l'Euro 1992, il termine 2e meilleur buteur des Éliminatoires du Championnat d'Europe de football 1992 avec neufs buts derrière Darko Pančev et l'équipe de France est la seule à gagner tous ses matchs éliminatoires, une première en Europe et ce dans un groupe très relevé avec deux quarts de finaliste de la coupe du monde précédente, l'Espagne et la Tchécoslovaquie .
Après des éliminatoires sans faute et une phase de préparation ratée, les Bleus arrivent à l'Euro sans réelle certitude. Les Bleus disputent leur premier match contre la Suède. Organisée en 5-3-2 avec Cantona juste derrière Papin, l'équipe de France peine à se montrer dangereuse et concède l'ouverture du score par Jan Eriksson sur un corner d'Anders Limpar. Au retour des vestiaires, Michel Platini fait entrer Christian Perez en meneur de jeu derrière le duo Papin-Cantona et l'effet est quasi immédiat, juste avant l'heure de jeu, Perez trouve Papin dans la profondeur qui trompe Thomas Ravelli. Malheureusement, les Français peinent à inquiéter les suédois. C'est même la Suède qui est proche de l'emporter par Klas Ingesson mais sa frappe vient s'écraser sur le poteau de Bruno Martini. Les deux équipes se quittent sur un résultat nul.
Lors du second match, la France affronte l'Angleterre et Platini place Luis Fernandez dans un rôle de second libero, qui permet à Laurent Blanc de se projeter encore davantage. Encore une fois, l'Équipe de France ne retrouve pas ses forces des éliminatoires, entreprenante et dangereuse. En face, l'Angleterre est également à la peine, même si elle aurait pu l'emporter si la lourde tentative de loin de Stuart Pearce n'avait pas terminé sa course sur la barre transversale de Martini. Après deux journées, France et Angleterre ne comptent que deux points et se retrouvent dans l'obligation de faire un résultat lors du troisième et dernier match.
Pour le dernier match de poule, la France affronte le Danemark qui dix jours avant le début de la compétition, n'était pas qualifié et préparaient leurs vacances, avant que l'UEFA n'exclue la Yougoslavie en raison de la guerre civile. Michel Platini aligne cette fois une équipe en 4-3-3 plus offensive, mais ce sont pourtant les Danois qui ouvrent le score dès la huitième minute de jeu par Henrik Larsen. Il faut attendre l'heure de jeu pour que les Bleus égalisent par Jean-Pierre Papin sur un service en talonnade de Jean-Philippe Durand. Dans le même temps, la Suède prenait le meilleur sur l'Angleterre et les Tricolores, malgré trois résultats nuls, étaient virtuellement qualifiés pour les demi-finales. C'était sans compter sur Lars Elstrup qui trompe Martini à 12 minutes du terme. La France quitte la compétition sans une victoire.
Papin qui souffre de séquelles d'une blessure à la cheville ne peut empêcher la France d'échouer dès le premier tour, malgré ses deux buts en trois matchs.

### Cauchemar bulgare et retraite internationale
L'équipe de France de football, entrainée par Gérard Houllier, dispute les éliminatoires de la Coupe du monde 1994 mais débute mal ces éliminatoires (défaite 2-0 en Bulgarie), mais une série de 6 victoires contre l'Autriche (deux fois), la Finlande (deux fois), la Suède et Israël la replace en tête du groupe et en position très favorable pour la qualification à trois journées de la fin. Les Tricolores, minés par des querelles internes (rivalité OM-PSG), vont pourtant s'effondrer dans le sprint final en concédant le match nul en Suède (1-1 sur une erreur défensive à 3 minutes de la fin) et lors des deux derniers matchs disputés à domicile, où il leur suffisait de battre Israël ou de ne pas perdre contre la Bulgarie, pour composter le billet pour les États-Unis. Les Bleus perdent contre l'équipe la plus faible du groupe, Israël (2-3 sur un but de Atar à 30 secondes de la fin du match), puis contre la Bulgarie (1-2 sur un but de Emil Kostadinov à deux secondes de la fin du temps règlementaire), ce but privant la France d'une participation à la coupe du monde. Les deux qualifiés de ce groupe 6, la Suède et la Bulgarie, atteindront les demi-finales de la Coupe du monde en juillet 1994.
Papin dans un premier temps dit adieu aux Bleus dont il était le capitaine après l'élimination en qualifications pour la Coupe du monde 1994, avant de se laisser convaincre par Aimé Jacquet de revenir. Il marque son dernier but en sélection à Trébizonde en Turquie (match délocalisé à cause de troubles en Azerbaïdjan) contre l'Azerbaïdjan (2-0) à la fin de l'année 1994. Papin dispute son dernier match international contre les Pays-Bas en janvier 1995, avant que les blessures et l'éclosion de la génération Zinédine Zidane ne l'éloignent définitivement de la sélection.

## Carrière d'entraîneur

### Début en amateur et premiers succès (2004-2006)
En janvier 2002, alors qu'il joue encore au Cap-Ferret, Jean-Pierre Papin est diplômé du DEF (Diplôme d'entraîneur de football). Il est pressenti pour devenir l'adjoint d'Alex Ferguson à Manchester United. Alex Ferguson lui propose le poste d'entraîneur des attaquants. Mais Papin refuse l'invitation. Il indique aussi qu'il rêve de diriger un club outre-Manche. Il débute à la barre du FC Bassin d'Arcachon, club évoluant en DH. Sous son impulsion, le club accède en CFA 2 à l'issue de la saison 2004-2005.

### Remontée avec le RC Strasbourg (2006-2007)

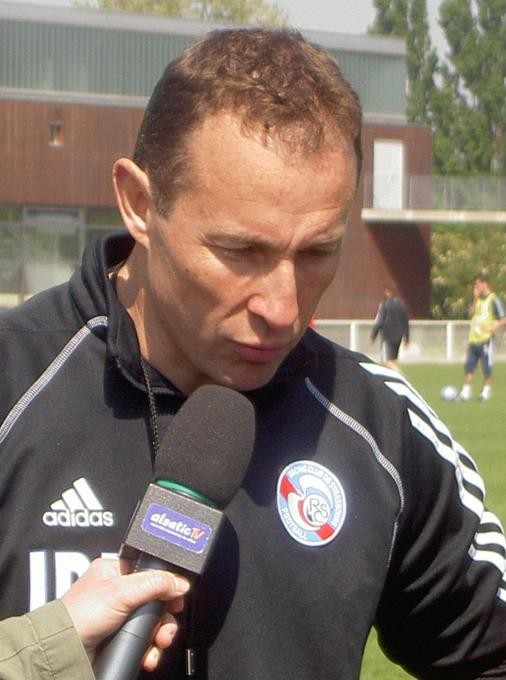
Jean-Pierre Papin, entraîneur du Racing Club de Strasbourg en 2006.

Le 6 mai 2006, il prend en charge l'équipe première du Racing Club de Strasbourg pour la saison 2006-2007. Il commence ainsi sa carrière d'entraîneur au niveau professionnel en prenant en main une équipe rétrogradée en Ligue 2 avec, pour objectif principal, la remontée en Ligue 1. Sous sa conduite, cet objectif est atteint grâce à la troisième place obtenue à l'issue de la saison. Papin n'est cependant pas reconduit dans ses fonctions pour la saison 2007-2008. Il aurait en effet cherché à négocier un poste d'entraîneur de l'équipe du RC Lens, se faisant devancer in extremis par Guy Roux. Il se dit aujourd'hui « victime d'une intrigue » selon l'un de ses proches conseillers. En juillet 2007, il est contacté par l'équipe de Chine de football en vue d'une proposition d'embauche au poste d'entraîneur, sans suite.

### Finale de Coupe de la Ligue avec le RC Lens (2007-2008)
Il refuse par ailleurs le poste d'entraîneur du FC Nantes Atlantique proposé par le repreneur du club Waldemar Kita pour remplacer Michel Der Zakarian, arguant de son amitié pour celui-ci et, de ses bons résultats actuels. L'ironie du sort veut que le 25 août 2007, il s'engage avec le RC Lens succédant ainsi à Guy Roux, démissionnaire à la mi-temps du match, qui oppose ce jour-là, le Racing Club de Strasbourg au RC Lens au stade de la Meinau, match comptant pour la cinquième journée de championnat de L1 (score final 2-1). Avec un effectif qu'il n'a pas choisi, il ne réussit pas à redresser le club, malgré le sursaut survenu après la victoire en Coupe de la Ligue face à l'AS Monaco. Le 9 janvier 2008, après une défaite 0-1 au stade Félix-Bollaert face aux Chamois niortais en Coupe de France de football, Gervais Martel décide de recruter Daniel Leclercq, ancien entraîneur du RC Lens afin d'assister Jean-Pierre Papin dans ses choix. Le 17 mai, jour de l'épilogue de la saison 2007-2008, le RC Lens est officiellement rétrogradé en Ligue 2 malgré le résultat nul obtenu contre les Girondins de Bordeaux (2-2), le Toulouse FC et le Paris Saint-Germain avec lesquels le club se trouvait en concurrence pour la relégation s'étant imposés sur le même score de 2 à 1 respectivement contre le Valenciennes FC et le FC Sochaux. Le RC Lens finit 18e avec deux points de moins que le Toulouse Football Club (17e). Sans surprise, Jean-Pierre Papin est licencié de son poste d'entraîneur du RC Lens le 27 mai et il est remplacé par un ancien de la maison lensoise, Jean-Guy Wallemme. En décembre 2008, il est contacté par La Berrichonne de Châteauroux après le licenciement de Christian Sarramagna (Ligue 2) mais refuse le poste.

### Maintien réussi avec Châteauroux (2009-2010)
En janvier 2009, on apprend qu'il va reprendre du service en tant que joueur au sein de l'Association Sportive Facture Biganos Boïen, un club de Promotion de Ligue d'Aquitaine, par plaisir et par sympathie envers l'entraîneur Thierry Castets. En août 2009, il est pressenti pour devenir entraîneur du Racing Club de Strasbourg, après le limogeage de Gilbert Gress. Ce n'est qu'en décembre 2009, qu'il est finalement rappelé par le nouveau président du Racing Club de Strasbourg, Julien Fournier, à la suite de la vente du club par Philippe Ginestet à Alain Fontenla. Finalement, estimant que les conditions idéales ne sont pas réunies à Strasbourg, il refuse le poste.
Le 29 décembre 2009, il s'engage avec La Berrichonne de Châteauroux après la démission de Dominique Bijotat, offre qu'il avait pourtant refusée une année auparavant. Malgré diverses péripéties, il parvint à sauver le club à l'arraché, lors de la dernière journée du championnat, avec une victoire qui envoie en National l'adversaire du soir, Strasbourg, qu'il avait fait monter en Ligue 1 en 2007. Quelques jours plus tard, il annonce qu'il ne rempilera pas pour la saison suivante et quitte le club.

### Signature au C'Chartres Football (2020-2022)
Le 2 juin 2020, il est nommé entraîneur de Chartres (National 2). Il succède sur le banc à Jean-Guy Wallemme. Le 28 octobre 2022, il quitte son poste d'entraîneur de Chartres pour raisons professionnelles.

### Retour à l'Olympique de Marseille comme conseiller (2022-)
Le 15 novembre 2022, Pablo Longoria officialise l'arrivée de Jean-Pierre Papin en tant que conseiller du président du club marseillais. Il est nommé entraineur de l'équipe réserve le 30 novembre.

#### Entraineur de l'équipe réserve de l'Olympique de Marseille
Le 30 novembre 2023, il est nommé entraineur de l'équipe réserve de l'Olympique de Marseille qui évolue en National 3. Lorsqu'il prend la tête de l'équipe réserve, cette dernière est avant dernière de sa poule lors de la 9ème journée de championnat. Il réussit à redresser la barre et empêche la relégation de la réserve phocéenne en régional 1. Il conclut l'exercice 2023-2024 à la 3e place.

## Style de joueur
Jean-Pierre Papin avait la particularité, pour un avant-centre, de marquer de nombreux buts de loin. Lorsqu'il recevait le ballon, il frappait le plus souvent en première intention, notamment en reprise de volée. Il a ainsi laissé une forte empreinte dans le football français, à tel point qu'un mouvement porte son nom : la papinade.
Contrairement à ce que beaucoup de gens pensent, la papinade n'est pas un ciseau acrobatique mais une reprise de volée puissante du droit, depuis le côté droit de la surface de réparation, sur un centre en profondeur venant du côté gauche. Ce mot est inventé par le journaliste du Provençal Alain Pécheral lorsque, en 1990, Papin inscrit un but quasi identique à celui du 20 décembre 1986 inscrit contre Pascal Olmeta, gardien à l'époque du Matra Racing. Mais en fait, dès ses débuts mitigés à Marseille — suivant ceux ratés avec les Bleus en 1986, le terme papinade a commencé à être utilisé par les supporters marseillais pour indiquer un incroyable raté, seul devant les cages ouvertes, le gardien éliminé. Le mot faisait référence à celui de cagade utilisé en Provence pour indiquer un raté. Par la suite, l’efficacité de Papin devant le but, sa précision dans le geste et sa force de frappe compensant amplement un gabarit moyen, le terme sera repris par Pécheral pour la fameuse reprise de volée, et c’est cette définition qui restera dans l’histoire.
Les qualités de Papin étaient le fruit d'un travail acharné à l'entraînement. Il n'était pas rare de le voir faire des « heures supplémentaires » à l'entraînement pour travailler devant le but, allant même jusqu'à s'éclairer avec les phares de sa voiture après l'extinction des lumières du centre d'entraînement.

## Statistiques

### En tant que joueur

#### Générales par saison
| Saison                | Club                   | Championnat           | Championnat | Championnat | Coupe nationale | Coupe nationale | Coupe de la Ligue | Coupe de la Ligue | Compétition(s) continentale(s) | Compétition(s) continentale(s) | Compétition(s) continentale(s) | France | France | Total | Total |
| Saison                | Club                   | Division              | M.          | B.          | M.              | B.              | M.                | B.                | Comp.                          | M.                             | B.                             | M.     | B.     | M.    | B.    |
| 1980-1981             | US Valenciennes        | Division 3            | 1           | 0           | -               | -               | -                 | -                 | -                              | -                              | -                              | -      | -      | 1     | 0     |
| 1981-1982             | INF Vichy              | Division 3            | 17          | 3           | -               | -               | -                 | -                 | -                              | -                              | -                              | -      | -      | 17    | 3     |
| 1982-1983             | INF Vichy              | Division 3            | 3           | 0           | 1               | 0               | -                 | -                 | -                              | -                              | -                              | -      | -      | 4     | 0     |
| 1983-1984             | INF Vichy              | Division 3            | 29          | 10          | -               | -               | -                 | -                 | -                              | -                              | -                              | -      | -      | 29    | 10    |
| Sous-total            | Sous-total             | Sous-total            | 50          | 13          | -               | -               | -                 | -                 | -                              | -                              | -                              | -      | -      | 50    | 13    |
| 1984-1985             | US Valenciennes        | Division 2            | 33          | 15          | 2               | 2               | -                 | -                 | -                              | -                              | -                              | -      | -      | 35    | 17    |
| 1985-1986             | FC Bruges              | Division 1            | 31          | 20          | 8               | 7               | -                 | -                 | C3                             | 4                              | 5                              | 4      | 3      | 47    | 35    |
| 1986-1987             | Olympique de Marseille | Division 1            | 33          | 13          | 7               | 1               | -                 | -                 | -                              | -                              | -                              | 4      | 0      | 44    | 14    |
| 1987-1988             | Olympique de Marseille | Division 1            | 37          | 19          | 1               | 0               | -                 | -                 | C2                             | 8                              | 4                              | 4      | 0      | 50    | 23    |
| 1988-1989             | Olympique de Marseille | Division 1            | 35          | 22          | 10              | 11              | -                 | -                 | -                              | -                              | -                              | 6      | 1      | 51    | 34    |
| 1989-1990             | Olympique de Marseille | Division 1            | 36          | 30          | 4               | 2               | -                 | -                 | C1                             | 8                              | 6                              | 5      | 4      | 53    | 42    |
| 1990-1991             | Olympique de Marseille | Division 1            | 36          | 23          | 5               | 7               | -                 | -                 | C1                             | 9                              | 6                              | 5      | 6      | 55    | 42    |
| 1991-1992             | Olympique de Marseille | Division 1            | 37          | 27          | 4               | 4               | -                 | -                 | C1                             | 4                              | 7                              | 9      | 9      | 54    | 47    |
| 1992-1993             | Milan AC               | Serie A               | 22          | 13          | 4               | 4               | -                 | -                 | C1+CI                          | 7+1                            | 3+1                            | 6      | 3      | 40    | 24    |
| 1993-1994             | Milan AC               | Serie A               | 18          | 5           | 2               | 1               | -                 | -                 | C1+SE                          | 6+2                            | 4+1                            | 8      | 4      | 36    | 15    |
| 1994-1995             | Bayern Munich          | Bundesliga            | 7           | 1           | 1               | 0               | -                 | -                 | C1                             | 3                              | 2                              | 2      | 1      | 13    | 4     |
| 1995-1996             | Bayern Munich          | Bundesliga            | 20          | 2           | 2               | 0               | -                 | -                 | C3                             | 5                              | 1                              | -      | -      | 27    | 3     |
| 1996-1997             | Girondins Bordeaux     | Division 1            | 32          | 16          | 3               | 1               | 4                 | 0                 | -                              | -                              | -                              | -      | -      | 39    | 17    |
| 1997-1998             | Girondins Bordeaux     | Division 1            | 23          | 6           | 1               | 3               | 5                 | 5                 | C3                             | 2                              | 0                              | -      | -      | 31    | 14    |
| 1998-1999             | EA Guingamp            | Division 2            | 10          | 3           | -               | -               | -                 | -                 | -                              | -                              | -                              | -      | -      | 10    | 3     |
| Sous-total            | Sous-total             | Sous-total            | 410         | 215         | 55              | 43              | 9                 | 5                 | -                              | 59                             | 40                             | 54     | 30     | 587   | 333   |
| 1999-2000             | JS Saint-Pierroise     | Division d'Honneur    | 12          | 4           | -               | -               | -                 | -                 | -                              | -                              | -                              | -      | -      | 12    | 4     |
| 2000-2001             | JS Saint-Pierroise     | Division d'Honneur    | 15          | 9           | -               | -               | -                 | -                 | -                              | -                              | -                              | -      | -      | 15    | 9     |
| 2001-2002             | US Lège-Cap-Ferret     | CFA2                  | 24          | 8           | -               | -               | -                 | -                 | -                              | -                              | -                              | -      | -      | 24    | 8     |
| 2002-2003             | US Lège-Cap-Ferret     | CFA2                  | 17          | 7           | 2               | 0               | -                 | -                 | -                              | -                              | -                              | -      | -      | 17    | 7     |
| 2003-2004             | US Lège-Cap-Ferret     | CFA2                  | 16          | 9           | 2               | 2               | -                 | -                 | -                              | -                              | -                              | -      | -      | 18    | 11    |
| Total sur la carrière | Total sur la carrière  | Total sur la carrière | 494         | 252         | 59              | 45              | 9                 | 5                 | -                              | 59                             | 40                             | 54     | 30     | 675   | 372   |

#### Buts en sélection
| Buts en sélection de Jean-Pierre Papin | Buts en sélection de Jean-Pierre Papin | Buts en sélection de Jean-Pierre Papin | Buts en sélection de Jean-Pierre Papin | Buts en sélection de Jean-Pierre Papin | Buts en sélection de Jean-Pierre Papin  |
| #                                      | Date                                   | Lieu                                   | Adversaire                             | Résultats                              | Compétitions                            |
| -------------------------------------- | -------------------------------------- | -------------------------------------- | -------------------------------------- | -------------------------------------- | --------------------------------------- |
| 1                                      | 1er juin 1986                          | Estadio Nou Camp, León                 | Canada                                 | 1-0                                    | Coupe du monde 1986                     |
| 2                                      | 28 juin 1986                           | Estadio Cuauhtémoc, Mexico             | Belgique                               | 4-2 a.p.                               | Coupe du monde 1986                     |
| 3                                      | 28 septembre 1988                      | Parc des Princes, Paris                | Norvège                                | 1-0                                    | Éliminatoires de la Coupe du monde 1990 |
| 4                                      | 16 août 1989                           | Malmö Stadion, Malmö                   | Suède                                  | 4-2                                    | Match amical                            |
| 5                                      | 16 août 1989                           | Malmö Stadion, Malmö                   | Suède                                  | 4-2                                    | Match amical                            |
| 6                                      | 5 septembre 1989                       | Ullevaal Stadion, Oslo                 | Norvège                                | 1-1                                    | Éliminatoires de la Coupe du monde 1990 |
| 7                                      | 28 février 1990                        | Stade de la Mosson, Montpellier        | Allemagne                              | 2-1                                    | Match amical                            |
| 8                                      | 5 septembre 1990                       | Laugardalsvöllur, Reykjavik            | Islande                                | 2-1                                    | Éliminatoires Euro 1992                 |
| 9                                      | 13 octobre 1990                        | Parc des Princes, Paris                | Tchéquie                               | 2-1                                    | Éliminatoires Euro 1992                 |
| 10                                     | 13 octobre 1990                        | Parc des Princes, Paris                | Tchéquie                               | 2-1                                    | Éliminatoires Euro 1992                 |
| 11                                     | 20 février 1991                        | Parc des Princes, Paris                | Espagne                                | 3-1                                    | Éliminatoires Euro 1992                 |
| 12                                     | 30 mars 1991                           | Parc des Princes, Paris                | Albanie                                | 5-0                                    | Éliminatoires Euro 1992                 |
| 13                                     | 30 mars 1991                           | Parc des Princes, Paris                | Albanie                                | 5-0                                    | Éliminatoires Euro 1992                 |
| 14                                     | 14 août 1991                           | Stadion Miejski, Poznań                | Pologne                                | 5-1                                    | Match amical                            |
| 15                                     | 4 septembre 1991                       | Tehelné pole, Bratislava               | Tchéquie                               | 2-1                                    | Éliminatoires Euro 1992                 |
| 16                                     | 4 septembre 1991                       | Tehelné pole, Bratislava               | Tchéquie                               | 2-1                                    | Éliminatoires Euro 1992                 |
| 17                                     | 12 octobre 1991                        | Estadio Benito Villamarín, Séville     | Espagne                                | 2-1                                    | Éliminatoires Euro 1992                 |
| 18                                     | 25 mars 1992                           | Parc des Princes, Paris                | Belgique                               | 3-3                                    | Match amical                            |
| 19                                     | 25 mars 1992                           | Parc des Princes, Paris                | Belgique                               | 3-3                                    | Match amical                            |
| 20                                     | 5 juin 1992                            | Stade Félix-Bollaert, Lens             | Pays-Bas                               | 1-1                                    | Match amical                            |
| 21                                     | 10 juin 1992                           | Råsunda Stadium, Solna                 | Suède                                  | 1-1                                    | Euro 1992                               |
| 22                                     | 17 juin 1992                           | Malmö Stadion, Malmö                   | Danemark                               | 1-2                                    | Euro 1992                               |
| 23                                     | 14 octobre 1992                        | Parc des Princes, Paris                | Autriche                               | 2-0                                    | Éliminatoires de la Coupe du monde 1994 |
| 24                                     | 14 novembre 1992                       | Parc des Princes, Paris                | Finlande                               | 2-1                                    | Éliminatoires de la Coupe du monde 1994 |
| 25                                     | 27 mars 1993                           | Ernst-Happel-Stadion, Vienne           | Autriche                               | 1-0                                    | Éliminatoires de la Coupe du monde 1994 |
| 26                                     | 28 juillet 1993                        | Stade Michel-d'Ornano, Caen            | Russie                                 | 3-1                                    | Match amical                            |
| 27                                     | 8 septembre 1993                       | Stade Ratina, Tampere                  | Finlande                               | 2-0                                    | Éliminatoires de la Coupe du monde 1994 |
| 28                                     | 22 mars 1994                           | Stade Gerland, Lyon                    | Chili                                  | 3-1                                    | Match amical                            |
| 29                                     | 29 mai 1994                            | Stade olympique national, Tokyo        | Japon                                  | 4-1                                    | Coupe Kirin 1994                        |
| 30                                     | 13 décembre 1994                       | Hüseyin Avni Aker, Trabzon             | Azerbaïdjan                            | 2-0                                    | Éliminatoires Euro 1996                 |

### En tant qu'entraîneur

#### Générales par saison
| Saison    | Club                        | Pays | Division   | Matchs | Victoires | Nuls | Défaites | Buts pour | Buts contre | % Victoires |
| --------- | --------------------------- | ---- | ---------- | ------ | --------- | ---- | -------- | --------- | ----------- | ----------- |
| 2004-2005 | FC Bassin d'Arcachon        |      | DH         | 26     | 19        | 5    | 2        | 44        | 11          | 73,1        |
| 2005-2006 | FC Bassin d'Arcachon        |      | CFA 2      | 30     | 13        | 11   | 6        | 32        | 21          | 43,3        |
| 2006-2007 | RC Strasbourg               |      | Ligue 2    | 44     | 23        | 13   | 8        | 64        | 42          | 52.3        |
| 2007-2008 | RC Lens                     |      | Ligue 1    | 42     | 14        | 12   | 16       | 61        | 58          | 33.3        |
| 2009-2010 | LB Châteauroux              |      | Ligue 2    | 19     | 5         | 8    | 6        | 24        | 24          | 26,31       |
| 2014-2015 | FC Bassin d'Arcachon        |      | CFA 2      | 26     | 3         | 6    | 17       | 16        | 43          | 11,54       |
| 2020-2021 | C' Chartres Football        |      | National 2 | 9      | 3         | 3    | 3        | 13        | 11          | 33,33       |
| 2021-2022 | C' Chartres Football        |      | National 2 | 26     | 14        | 4    | 8        | 49        | 39          | 53,85       |
| 2023-2024 | Olympique de Marseille rés. |      | National 3 | 16     | 9         | 5    | 2        | 23        | 14          | 56,25       |
| 2024-2025 | Olympique de Marseille rés. |      | National 3 | 6      | 3         | 3    | 0        | 15        | 6           | 50,00       |

## Palmarès joueur

### En club
Avec l'INF Vichy, il est vainqueur du Groupe Centre de Division 3 en 1983.
Il signe au FC Bruges où il remporte en 1986, la Coupe de Belgique puis est finaliste du Championnat de Belgique.
Après une année en Belgique, il arrive à l'Olympique de Marseille avec lequel il est champion de France en 1989, 1990, 1991 et 1992, vainqueur de la Coupe de France en 1989, finaliste de la Coupe de France en 1987 et 1991 et finaliste de la Coupe d'Europe des Clubs Champions en 1991.
Il signe au Milan AC où il remporte la Ligue des champions en 1994, le championnat d'Italie en 1993 et 1994, la Supercoupe d'Italie en 1992 et est finaliste en 1993, de la Ligue des champions, de la Coupe intercontinentale et de la Supercoupe d'Europe.
Il quitte le Milan AC pour rejoindre le Bayern Munich avec lequel il est finaliste de la Supercoupe d'Allemagne en 1994 puis remporte la Ligue Europa en 1996.
Il revient en France, aux Girondins de Bordeaux où il est finaliste de la Coupe de la Ligue en 1997 et en 1998.
Il remporte tout au long de sa carrière en club, divers tournois saisonniers et amicaux comme les Matines brugeoises où il est finaliste en 1985 avec le FC Bruges. Avec l'Olympique de Marseille il remporte le Tournoi d'Auxerre en 1988, le Tournoi de Marseille en 1990, le Tournoi de Paris en 1991 et est finaliste du Trophée Joan Gamper en 1991 et deuxième de la Coupe de la Méditerranée en 1991. Avec le Milan AC, il remporte le tournoi de la Ville de Zurich en 1991, les tournois de la Ville de La Corogne et de Padoue en 1992, la Coupe de la Méditerranée en 1992. Le Trophée Luigi Berlusconi en 1992 et 1993, la coupe de la Bonté en 1993, la coupe de Tokyo en 1993, la coupe Shenyang en 1993, le tournoi d'Oviedo en 1993, le mémorial Giorgio Ghezzi en 1994 et le tournoi de la cité de Barcelone en 1994. Avec le Bayern Munich, il est finaliste du Trophée Luigi Berlusconi en 1994 et vainqueur de la Fuji-Cup en 1994 et 1995.

### En équipe de France
Jean-Pierre Papin remporte avec les Espoirs, le Festival international espoirs en 1985.
Avec l'équipe de France A, il remporte la Médaille de bronze à la Coupe du monde en 1986 puis remporte le Tournoi de France en 1988, le Tournoi du Koweït en 1990 et la Coupe Kirin en 1994.

## Palmarès entraîneur
Avec le FC Bassin d'Arcachon il est en 2005, champion DH Aquitaine, vainqueur de la Coupe de la Région Aquitaine et vainqueur de la Coupe du District Gironde Atlantique.
Avec le RC Lens, il est finaliste de la Coupe de la Ligue en 2008.

## Distinctions et records

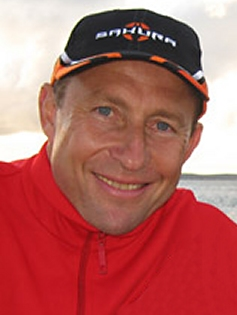
Jean-Pierre Papin.

Au centre de formation de l'INF Vichy, il est membre de la promotion 1984.
Avec le FC Bruges, il finit meilleur buteur de la Coupe de Belgique en 1986 (7 buts) et est élu meilleur joueur étranger de tous les temps ayant évolué au club.
Sous les couleurs de l'Olympique de Marseille, il est en 1988, membre de l'équipe-type UNFP. En 1989, il est élu joueur français de l'année France Football, remporte le Onze de Bronze, est médaillé de l'Académie des sports puis est membre de l'équipe de l'année France Football. En 1990, il remporte le Onze de Bronze et est membre de l'équipe de l'année France Football. En 1991, il remporte le Ballon d'Or, les titres de joueur de l'année World Soccer Awards, de joueur européen de l'année El País, de joueur français de l'année France Football, le Onze d'Or, le titre de meilleur buteur mondial de l'année IFFHS, est membre du club de l'année France Football puis est élu 2e meilleur footballeur de l'année FIFA et 2e au trophée du Champion des champions français. En 1992, il remporte le Onze de Bronze et est membre du club de l'année France Football. Il est le meilleur buteur du Championnat de France en 1988 (19 buts), en 1989 (22 buts), en 1990 (30 buts), en 1991 (23 buts) et en 1992 (27 buts), le meilleur buteur de la Coupe de France en 1989 (11 buts) en 1991 (7 buts) en 1992 (4 buts) et le meilleur buteur de la Ligue des champions en 1990 (6 buts), en 1991 (6 buts) et en 1992 (7 buts). Il est le 2e meilleur buteur de l'histoire de l'Olympique de Marseille (182 buts) et meilleur buteur olympien en coupe d'Europe (23 buts). Il est élu Olympien du siècle de l'Olympique de Marseille en 2009. Il est membre de la Dream Team des 110 ans de l'Olympique de Marseille en 2010, membre du meilleur onze historique de l'Olympique de Marseille, décerné par les internauts du site L’Équipe en 2020 et membre de la 4e équipe française type du XXe siècle, décerné par France Football en 2000. Il est nommé 3e des meilleurs joueurs de l'histoire du Classico parle le site 90 minutes.
Au cours de son passage au Milan AC, lors de son arrivée, il est le transfert le plus cher de l'histoire du football. Lors de la Ligue des champions de l'UEFA 1992-1993, il est membre de la première équipe à remporter tous ses matchs de phase de groupe, membre d'une des deux équipes à avoir atteint la finale en remportant tous ses matchs, membre de la première équipe à encaisser le moins de but en phase de groupe et membre de l'équipe qui sera élue 6e plus grande équipe de l'histoire du football, décerné par le site ClubElo (au 13 janvier 2020). Il est membre de l'équipe du Milan AC qui joue le plus grand nombre de rencontres sans défaite en Serie A, 58 matchs (du 26 mai 1991 au 14 mars 1993), record des 5 plus grands championnat européens (égalé en 2022 par le FC Porto). Lors de la Ligue des champions de l'UEFA 1993-1994, il est membre d'une des deux équipes lauréates de la ligue des champions qui ont encaissé le moins de buts (2 buts). Il est membre de l'équipe de l'année World Soccer Awards en 1994. Il est nommé en 2010, 2e meilleur joueur français à avoir joué au Milan AC par le magazine So Foot (derrière Marcel Desailly) et est nommé en 2011, parmi les 25 meilleurs joueurs du Milan AC de l'ère Berlusconi par le site Gentside.
Sous les couleurs du Bayern Munich, il obtient en 1995, le titre du plus beau but de l'année en Bundesliga, but inscrit lors du Championnat d'Allemagne de football 1995-1996,, et est nommé dans l'équipe-type des français ayant joué en Bundesliga par le site RMC Sport.
Avec l'équipe de France, il est tout d'abord meilleur buteur du Tournoi de Toulon en 1985 (3 buts) et élu en 2020, 5e plus grand joueur passé par le Tournoi. Il inscrit le 1 200e but de l'histoire de la Coupe du Monde en 1986. Il est membre de l'équipe européenne de l'année France Football en 1991, membre de l'équipe de l'année World Soccer Awards en 1991 et membre de la 2e équipe française type du XXe siècle, décerné par France Football en 2000. Il est membre de l'équipe de France qui dispute 19 matchs sans défaite (entre mars 1989 et le 19 février 1992), qui remporte tous ses matchs des Éliminatoires du Championnat d'Europe de football 1992 (une première en Europe) et qui dispute 30 matchs sans défaite entre février 1994 et octobre 1996 (record de l'équipe de France). Il est le 2e meilleur buteur des éliminatoires de l'Euro 1992 (9 buts). Il finit meilleur buteur de l'année civile à 5 reprises (1986, 1989, 1991, 1992 et 1994) et est actuellement, le 9e meilleur buteur de l'histoire de l'équipe de France (30 buts). Il est élu en 2018, 21e du Top 100 des meilleurs joueurs de l'histoire de l'équipe de France par le site L'équipe et en 2021, 34e du Top 50 des meilleurs joueurs de l'histoire de l'équipe de France par le site 90min. Il est le membre de l'équipe de France qui est la deuxième équipe ayant le plus fort pourcentage de victoires (1991, 100%). Il est 2e au classement des joueurs ayant marqué sur le plus de ses titularisations consécutives avec l'équipe de France (7 matchs) et 2e au classement Joueur ayant marqué sur le plus de matchs consécutifs (7 matchs). Il est le 2e meilleur buteur français pour l'Euro avec 12 buts (éliminatoires et compétitions confondues) derrière Thierry Henry et ses 18 buts.
Au niveau français, il est élu 8e joueur français du XXe siècle décerné par le magazine France Footballen 2000, reçoit un Oscar d'honneur UNFP en 1999, est fait Chevalier de la Légion d'honneur le 13 avril 2007, reçoit le Prix Pira, décerné par l'association Deux mains pour l'enfance, est nommé dans l'équipe-type spéciale 20 ans du championnat de France (vote du public) des Trophées UNFP en 2011 et est élu joueur légende par Golden Foot en 2013. En 2022, le magazine So Foot le classe dans le top 1000 des meilleurs joueurs du championnat de France, à la 2e place. Il est le 6e meilleur buteur français de l'histoire toutes compétitions professionnelles confondues (334 buts) et le 6e meilleur buteur français de l'histoire toutes compétitions confondues sur une saison (47 buts) derrière Kylian Mbappé (54 buts), Just Fontaine (52 buts), Philippe Gondet (50 buts) Karim Benzema (50 buts) et Roger Courtois (49 buts). Il est le meilleur buteur français sur une année civile en 1991 (28 buts). Il est le 3e meilleur buteur français toutes compétitions européennes de clubs confondues : 40 buts pour 59 matches (1985-1996) (au 24 mars 2021), 4e meilleur buteur français en Ligue des champions avec 28 réalisations pour 37 matchs (1989-1994) (au 24 mars 2021). Il est le 3e joueur français à être meilleur buteur d'une saison de Ligue des champions. Il est le seul joueur français à avoir été plusieurs fois meilleur buteur de la Coupe/Ligue des champions en 1990, en 1991 et en 1992. Il détient le record du nombre de buts en une saison de championnat pour un joueur français, de la saison 1989-1990 à la saison 2018-2019 (record battu par Kylian Mbappé avec 33 buts). Il détient le record de meilleur buteur consécutif du Championnat de France, cinq fois consécutivement, de la saison 1991-1992 à la saison 2023-2024 (record battu par Kylian Mbappé six fois consécutivement). Il est le premier joueur français à avoir été lors des saisons 1990-1991 et 1991-1992, à terminer meilleur buteur de la Ligue des champions, du Championnat de France, de la Coupe de France et de l'Équipe de France, suivi par Kylian Mbappé, lors de la saison 2023-2024. Seul joueur français évoluant en Ligue 1 à marquer plus de 30 buts, quatre ans de suite (entre 1988 et 1992). Il est co-recordman avec Éric Pécout, à avoir inscrit trois buts lors d'une finale de Coupe de France (en 1989). Il est recordman français des sélections en équipe FIFA (4) : en 1997, face à l'équipe d'Asie (à Hong Kong), en 1997, face à la Russie (à Moscou), en 1998, face à la Turquie (à Istanbul) et en 1999, face à l'équipe d'Afrique (à Johannesbourg).
Au niveau européen, il est élu 76e du Top 100 du meilleur footballeur européen 1954-2004 par l'UEFA, 65e du Top 100 des meilleurs joueurs de l'histoire de la Ligue des champions pour les 60 ans de la compétition, décerné par le magazine l’Équipe, 43e du Top 50 des plus beaux buts de l'histoire de la Ligue des champions (1992-2020), décerné par le magazine France Football, 30e au classement des meilleurs buteurs de la Ligue des champions décerné par le site Givemesport  (au 09 août 2020) et 8e au classement du meilleur ratio buts-matchs de l'histoire de la Ligue des champions par le site Givemesport (au 02 décembre 2020). Deuxième joueur de toute l'histoire à avoir été meilleur buteur d'une saison de Ligue des champions 3 fois consécutivement (1990-1991-1992) après Gerd Müller (1973-1974-1975). Sa reprise de volée lors du match  Porto-Milan du 3 mars 1993 est élu 5e plus belle reprise de volé de l'histoire de la ligue des champions par le site FourFourTwo (au 11 septembre 2015). 5e meilleur buteur européen des années 90 (de la saison 1990-1991 à la saison 1998-1999) toutes compétitions confondues parmi les cinq grands championnats européens avec 169 buts, derrière Alan Shearer (221 buts), Dennis Bergkamp (215 buts), Dwight Yorke (189 buts) et Giuseppe Signori (170 buts). 1re joueur à avoir été meilleur buteur 5 fois consécutivement parmi les cinq grands championnats européens (record battu par Kylian Mbappé lors de la saison 2023-2024).
Au niveau mondial, il est nommé au FIFA 100 (Top 100 des meilleurs joueurs vivants de tous les temps) en 2004 et est élu 80e meilleur footballeur de tous les temps en 2011 par le site Bleacher Report. Il est nommé 8e meilleur attaquant des années 90 par le site Givemesport. Il est le 4e transfert le plus cher de l'histoire du football du XXe siècle et le 10e transfert le plus cher de l'histoire du football, au 20 janvier 2020.

## Reconversion
Il est consultant depuis 2008, tout d'abord pour TF1 avant de rejoindre France Télévisions. À la radio, il a été souvent associé avec Christophe Pacaud sur RTL dans RTL Foot. En octobre 2008, il commente les matches de Coupe UEFA pour la chaîne Direct 8. À partir du 26 janvier 2009, il sera éditorialiste du quotidien Le Foot. En 2009, il devient consultant pour le Groupe Canal+. En septembre 2010, Jean-Pierre Papin devient consultant pour le site d'aide aux paris sportifs Sporty Trader. Depuis 2012, il est consultant pour les chaînes beIN Sports.
Depuis 2009, il est l'ambassadeur Cyclo JPP Neuf de Cœur, une course de vélo de route La JPP - Neuf de cœur qui se déroule en Haute-Savoie entre la ville de Cluses et la station des Carroz d'Arâches,.
Depuis 2011, il participe aux soirées d'Amélie, organisée par Amélie Mauresmo au profit de l'Institut Curie sur le thème jouez avec les artistes qui se passe à chaque ouverture de L'Open GDF Suez au Stade Pierre de Coubertin à Paris.
Il est aussi l'ambassadeur du Grand National de trot depuis 2012, compétition hippique par étapes destinée aux trotteurs. Elle consiste en un tour de France de la discipline attelée, permettant ainsi la mise en valeur des hippodromes régionaux et depuis 2013, il est avec Youri Djorkaeff, Sylvain Wiltord et Valdo Filho, un des ambassadeurs du Footgolf.
Il est nommé président de la commission Coupe de France en 2014 et depuis 2020, avec Frédéric Déhu, Ludovic Giuly et Pauleta, il est l'un des ambassadeurs de la Ligue de football professionnel.

## Culture populaire et anecdotes
L'Euro 1992 marque le début de l'installation définitive des footballeurs dans Les Guignols de l'info avec les créations des marionnettes de Michel Platini, sélectionneur de l'équipe de France, et de Jean-Pierre Papin attaquant de l'OM et de l'équipe nationale. Les Guignols de l'info créent avant l'Euro, le double latex de Jean-Pierre Papin qui le présente comme un individu naïf, amateur de boisson chocolatée, de films de kung fu et qui ne pense qu'à mettre des patates sous la barre et qui fait du Ballon d'or 1991 le premier footballeur ultra-médiatisé. C'est une caricature que l'intéressé vit mal au moment des faits. Avec le recul, il estime que cela a aussi participé à sa notoriété auprès des Français.
Dès 1990, Jean-Pierre Papin fait les couvertures des magazines Pif Gadget et Journal de Mickey.
Le site Storie di Sport cite au sujet de ses initiales de Papin : Aucun nom et prénom ne sont nécessaires: il est rappelé et acclamé par ses initiales, JPP. Trois lettres qui le représentent, authentique, simple, souriant, discipliné et légendaire.
Ses gestes acrobatiques, mêlant ciseaux et retournés acrobatiques sont restés dans la culture populaire.
Jean-Pierre Papin est connu pour être un blagueur auprès de ses coéquipiers, en effet lors d'un déplacement de coupe d'Europe, Papin prend un petit sachet de ketchup, il le roule et il donne l'impression de vouloir asperger Chris Waddle. Papin rate son coup, et le jet de ketchup part sur le côté. Pascal Olmeta a le réflexe de se relever pour ne pas le prendre et ça tombe sur Éric Cantona. Il y a eu un gros silence, car à l'époque leur relation n'était pas au beau fixe mais Cantona se ressuie et continue de manger comme si rien ne s'était passé.
À l'Olympique de Marseille, Papin, considéré comme le fils de Bernard Tapie, ne participe pas aux décrassages et trouve comme excuses, qu'il aurait perdu sa grand-mère et son grand-père dans la saison (quatre fois sa grand-mère et huit fois son grand-père d'après Éric Di Meco).
Ancien supporter du FC Porto, André Villas-Boas ne garde pas de très bon souvenir de JPP. Villas-Boas a le souvenir de la reprise de volée de Papin dans la lucarne lors de Porto-Milan du 3 mars 1993. Ce n’est pas son plus beau souvenir. Villas-Boas était au match avec son oncle et était avec les ultras. Il était tellement énervé qu'il voulait aller se battre contre les ultras de Milan. En repartant, son oncle s’est frotté en voiture avec un taxi, il voulait descendre lui casser la gueule.
Papin devient l'entraineur du C' Chartres Football, et a sous ses ordres, Steven Papin, attaquant. Ce dernier qui n'est pas familier avec JPP, quitte le club quelque temps après et signe à la Jeunesse Saint-Pierroise, le club phare de La Réunion et qui fut le premier club amateur de Jean-Pierre Papin après la fin de sa carrière professionnelle.
Jean-Pierre Papin qui est caricaturé aux guignols de l'info, est montré comme une personne qui boit beaucoup de Cacolac. Le Cacolac est une boisson originaire de Gironde où Papin y habite depuis 1996, lors de son arrivée aux Girondins de Bordeaux.
Papin apparait comme entraineur d'une équipe de jeunes de l'OM dans la Bande dessinée officielle du club Droit au but ! (Tome 3 et 4), scénarisée par Thierry Agnello et Gilles Zampano et dessinée par Jean-Luc Garréra et Skiav (Editions Hugo BD).
Il est cité dans la chanson Passement de jambes de Doc Gynéco.
Jean-Pierre Papin a inspiré le rappeur chartrain Semoo Parazit pour composer l'hymne du club de C' Chartres Football.
Il est cité dans le triple album de rap français, Le Classico organisé, regroupant 157 rappeurs des Bouches-du-Rhône et de la région parisienne,.

## Reconnaissance et hommages
Lors de la Coupe du monde 2018 en Russie, alors que Jean-Pierre Papin rend visite aux Bleus après leur victoire contre la Belgique en demi-finale de la Coupe du monde 2018, les joueurs comme Paul Pogba, Antoine Griezmann, Olivier Giroud, Kylian Mbappé, Blaise Matuidi et Benjamin Pavard, laissent exploser leur joie et ont partagé leur admiration face à la légende du football, ancien joueur de l'Olympique de Marseille et la même année, Jean-Pierre Papin est honoré par l'AC Milan par l'entremise du président Paolo Scaroni en recevant un maillot des Rossoneri avec le numéro 9.
Avant de recevoir des mains de Barack Obama la Medal of Honor, Florent Groberg cite Jean-Pierre Papin comme son héros.
Plusieurs stades portent le nom de Jean-Pierre Papin dont à Lesquin  et à Soissons.
Il apparait dans les jeux FIFA 12 et FIFA 16, dans les équipes du XXIe siècle.

## Filmographie
- 2002 : Trois Zéros de Fabien Onteniente : lui-même[122],
- 2024 : Quatre Zéros de Fabien Onteniente : lui-même[123].

## Publications

### Biographie
- 1998 : Franc jeu par Jean-Pierre Papin, Éditions Ramsay  (ISBN 2841143694)

### Vidéographie
- 1991 : Jean Pierre Papin, Mes plus beaux buts !, Éditions Fox Vidéo (VHS)
- 1992 : Jean Pierre Papin, Mes secrets pour marquer, Éditions Fox Vidéo (VHS)
- 1993 : Jean-Pierre Papin - Forza JPP, Éditions TF1 Vidéo (VHS)
- 1998 : Les années Papin, Éditions TF1 Vidéo (VHS)
- 2008 : Rossi-Papin, Éditions RCS (DVD)
- 2011 : Les Légendes de l'OM, Éditions France Télévisions Distribution (DVD)
- 2017 : Les maîtres du jeu , Éditions Showcard OM (DVD)